# Erioptera (Teleneura) luteiclavata
Erioptera (Teleneura) luteiclavata is een tweevleugelige uit de familie steltmuggen (Limoniidae). De soort komt voor in het Palearctisch gebied.